# Ahırlıkuyu
Ahırlıkuyu, vroeger Bostanköy geheten, is een dorp in het Turkse district Haymana in de provincie Ankara. Met slechts 80 inwoners is Ahırlıkuyu een van de kleinere dorpen in het district.

## Geschiedenis
Het dorp is gesticht door drie families van Krim-Tataren uit Constanța. Een paar jaar later vestigden twintig families uit de Krim zich in het dorp na de Krimoorlog (1853-1856). Het dorp is sinds 1970 voorzien van elektriciteit.
Volgens wet nr. 6360 werden alle Turkse provincies met een bevolking van meer dan 750.000 uitgeroepen tot grootstedelijke gemeenten (Turks: büyükşehir belediyeleri), waardoor de dorpen in deze provincies de status van mahalle hebben gekregen (Turks voor stadswijk). Ook Ahırlıkuyu heeft sinds 2012 de status van mahalle.

## Bevolking
In 2019 telde het dorp Ahırlıkuyu 78 inwoners. In de volkstelling van 2000 werden er nog 141 inwoners geregistreerd en in die van 1985 bedroeg het inwonersaantal 201 personen. Het inwonersaantal bereikte in 1950 een historisch record, toen woonden er 796 personen in het dorp. De meeste inwoners zijn nakomelingen van Krim-Tataren die zich na de Krimoorlog in Anatolië vestigden.
- 1940 588
Aantal inwoners
- 1945 632
Aantal inwoners
- 1950 796
Aantal inwoners
- 1955 569
Aantal inwoners
- 1960 452
Aantal inwoners
- 1970 490
Aantal inwoners
- 1975 288
Aantal inwoners
- 1980 320
Aantal inwoners
- 1985 201
Aantal inwoners
- 1990 192
Aantal inwoners
- 1997 143
Aantal inwoners
- 2000 141
Aantal inwoners
- 2013 60
Aantal inwoners
- 2021 79
Aantal inwoners

- Aantal inwoners

## Economie
De voornaamste bron van inkomen is de landbouw.
Centrale districtsplaats (İlçe Merkezi): Haymana
Dorpen (Köyler):
Ahırlıkuyu · Aktepe · Alahacılı · Altıpınar · Ataköy · Bahçecik · Balçıkhisar ·  Boğazkaya · Bostanhüyük · Bumsuz · Büyükkonak · Büyükyağcı · Cihanşah · Cingirli · Culuk · Çalış · Çatak · Çayraz · Çeltikli ·  Demirözü · Dereköy · Deveci · Devecipınarı · Durupınar  · Durutlar  · Emirler · Esen · Eskikışla · Evci · Evliyafakı · Gedik · Gültepe · Güzelcekale · İncirli · Karahoca  · Karaömerli  · Karapınar  · Karasüleymanlı  · Katrancı · Kavakköy · Kerpiçköy · Kesikkavak · Kızılkoyunlu · Kirazoğlu · Kutluhan · Küçükkonak · Küçükyağcı · Saatli · Sarıdeğirmen · Sarıgöl · Sazağası · Serinyayla · Sırçasaray · Sinanlı · Sındıran · Soğulca · Söğüttepe · Şerefligökgöz · Tabaklı · Tepeköy · Toyçayırı · Türkhüyük · Türkşerefli · Yamak · Yaprakbayırı · Yaylabeyi · Yeniköy · Yergömü · Yeşilköy  · Yeşilyurt · Yukarısebil · Yurtbeyli